# Вільстер
Вільстер (нім. Wilster) — місто в Німеччині, розташоване в землі Шлезвіг-Гольштейн. Входить до складу району Штайнбург.
Площа — 2,71 км2. Населення становить 4301 ос. (станом на 31 грудня 2020).

## Уродженці
- Клаус Граве (1943—2005) — німецький психотерапевт, дослідник психотерапії.